# RKS Přeštice
RKS Přeštice-Žerovice je středovlnný vysílač sloužící k rozhlasovému vysílání. Vysílala z něj stanice ČRo 6 na frekvenci 1287 kHz s výkonem 20 kW. Má 2 stožáry. Jeden typu unipól o výšce 49 m, druhý typu JUCHO o výšce 50 m.
|         | Stanice | Kmitočet | Výkon |
| ------- | ------- | -------- | ----- |
| AM (SV) | ČRo 6   | 1287 kHz | 20 kW |